# Naranjazo (discurso)

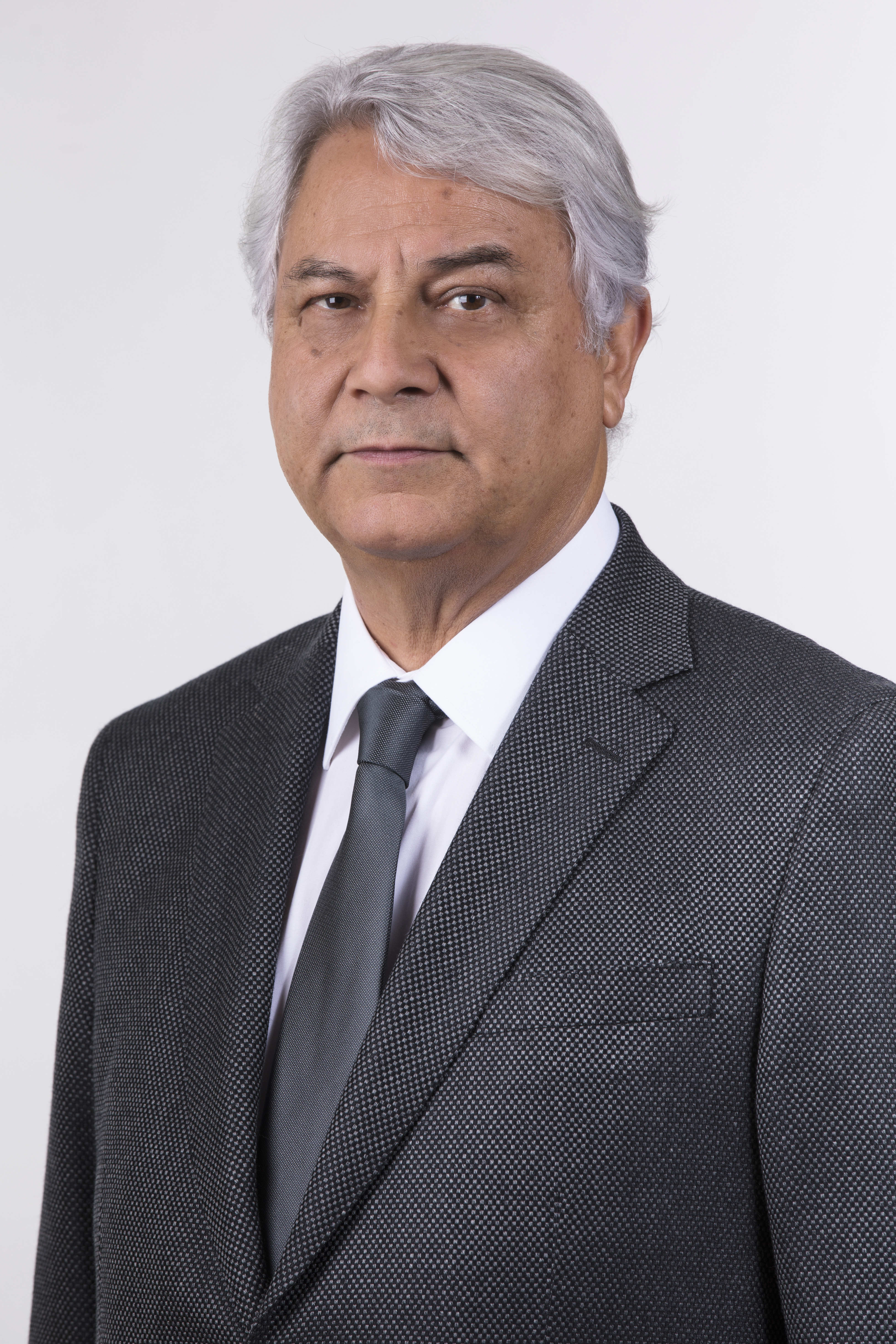
Jaime Naranjo, diputado por el distrito n°18

Se denomina «naranjazo» al discurso de quince horas y tres minutos realizado el 8 y 9 de noviembre de 2021 por el  socialista chileno Jaime Naranjo durante el debate de una segunda acusación constitucional contra el presidente de Chile Sebastián Piñera, debido a su implicación en los denominados «Pandora Papers». Debido a que la oposición no contaría con los votos necesarios para su aprobación hasta el vencimiento de las cuarentenas preventivas de los diputados Giorgio Jackson y Jorge Sabag, Naranjo decidió utilizar técnicas de filibusterismo hasta la llegada de ambos legisladores. Esto debido a un vacío legal en el reglamento de la cámara baja que permitió al presentador de la acusación constitucional exponer en el hemiciclo sin límite de tiempo. 
Según el propio Naranjo, su intervención se basó en la lectura de más de 1300 páginas con los datos de la acusación, extendiéndose desde las 10:24 de la mañana del lunes 8 hasta la madrugada del martes 9 de noviembre del 2021, cuando ya habían arribado los dos diputados faltantes. Este evento toma su nombre del «naranjazo» de 1964, que resultó en la inesperada elección del diputado Óscar Naranjo Arias y que repercutió en la elección presidencial de ese año.

## Contexto
El 3 de octubre de 2021 salió a la luz el trabajo periodístico de colaboración internacional conocido como los Pandora Papers que contenía información relacionada con diversas cuentas offshore de personalidades, políticos y personas con gran cantidad de dinero en todo el mundo.
En estos documentos se implicaba a la familia del presidente Piñera y a la familia del empresario Carlos Alberto Délano, quienes en diciembre de 2010 sellaron la millonaria compraventa de la Minera Dominga, en la Región de Coquimbo, proyecto minero criticado por el impacto ambiental que podría provocar en la cercana Reserva nacional Pingüino de Humboldt, donde habitan especies protegidas.
En los documentos revelados se indica que esta transacción fue realizada en Islas Vírgenes Británicas, donde se firmó un contrato que establecía un pago en tres cuotas. La última dependía de que no hubiera cambios regulatorios que obstaculizaran la instalación de la mina y su puerto; el detalle es que dichos cambios dependían de decisiones del primer gobierno de Sebastián Piñera. Los inversionistas, incluyendo la familia presidencial, habrían obtenido una ganancia de 1000 % en 18 meses.
El 13 de octubre de 2021 los diputados de oposición Daniel Núñez (PC), Claudia Mix (Comunes), Emilia Nuyado y Raúl Leiva (PS), Gabriel Silber (DC), Tomás Hirsch (AC), Pamela Jiles (PH) y Marcela Hernando (PR), Andrea Parra (PPD), Pablo Vidal (Nuevo Trato), Alejandra Sepúlveda (FRVS), Catalina Pérez (RD), Marcelo Díaz (Movimiento Unir), Gael Yeomans (CS) y Félix González (Ecologistas) presentaron una acusación constitucional (juicio político-jurídico para perseguir la responsabilidad de los altos funcionarios públicos) contra el presidente de la República Sebastián Piñera, por «faltar gravemente a la probidad y haber puesto en tela de juicio el honor de la Nación» y el mismo día se realizó el sorteo para la conformación de la comisión encargada de la revisión de la acusación.
El 3 de noviembre el diputado y candidato presidencial para las elecciones de ese año, Gabriel Boric, fue diagnosticado con COVID-19, por lo que debió entrar en una cuarentena sanitaria, así como todos los que tuvieron contacto estrecho con él, entre ellos su colega el diputado Giorgio Jackson, quien no pudo asistir a sus actividades en el Congreso hasta cumplir los días de aislamiento. El viernes 5 la comisión encargada de la revisión de la acusación rechazó la admisibilidad del libelo, y se programó para el 8 del mismo mes el debate y la votación en sala. 
Diputados del Frente Amplio plantearon en el comité parlamentario de la Cámara permitir el voto telemático de los diputados Boric y Jackson (herramienta usada durante el estado de emergencia sanitaria, pero que ante el fin de este dejó de utilizarse) el presidente de la Cámara de Diputados, Diego Paulsen, insistió en que la única manera es a través de una reforma constitucional, por lo que se cerró a la idea.
A las caídas de Boric y Jackson se sumaban los diputados Pepe Auth (Independiente), Carlos Abel Jarpa (Ind. ex-PR), Pablo Lorenzini (Ind. ex-DC) y Pedro Velásquez (Ind. ex-FRVS), parlamentarios que si bien habían sido electos en cupos de partidos de oposición, tenían profundas discrepancias con sus pares. 
Auth, quien ya había votado en rechazo a la primera acusación constitucional al presidente Piñera, formó parte de la comisión revisora que rechazó la admisibilidad del libelo en discusión, absteniéndose de votar. Cosa similar ocurría con el diputado Jarpa, quien al igual que Auth habría rechazado la primera acusación, renunciando al Partido Radical luego que se solicitase su expulsión. En tanto, los diputados Lorenzini y Velásquez no habían sido considerados dentro de los recursos de la oposición; el primero por su renuncia al PDC, mientras que el segundo por su cercanía a la derecha (en ese entonces Velásquez buscaba convertirse en senador por la Región de Coquimbo en calidad de independiente, bajo un cupo del PRI).
Por su parte, el diputado Jorge Sabag (PDC) comentó durante el día de la votación que no iría a la sala porque estaba a la espera del resultado de un PCR en la ciudad de Chillán, pero finalmente fue «obligado» por su bancada para trasladarse hasta el Congreso en Valparaíso.
Para que la Cámara de Diputadas y Diputados de Chile de visto bueno a una acusación constitucional y avance al Senado, se requiere la aprobación por mayoría simple de los diputados y diputadas en ejercicio, es decir, el voto favorable de 78 de estos. Con el delicado estado de salud de Gabriel Boric y al no poder contar con el voto de los diputados Auth, Jarpa, Lorenzini y Velásquez, los votos de Giorgio Jackson y Jorge Sabag eran fundamentales, ya que sin estos no se podría alcanzar la mayoría simple y la acusación se caería.

## Debate

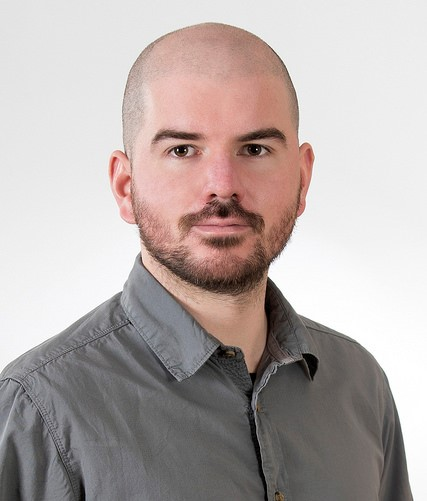
Giorgio Jackson

El lunes 8 de noviembre comenzó el debate en sala de la acusación, ante la imposibilidad de que los diputados en cuarentena sanitaria pudiera ejercer el voto telemático, el diputado Jaime Naranjo, del Partido Socialista, recurrió a la práctica del filibusterismo, una técnica específica de obstruccionismo parlamentario, mediante la cual se pretende retrasar o enteramente bloquear la aprobación de una ley o acto legislativo gracias a un discurso de larga duración, para lograr que el diputado Giorgio Jackson, pudiera cumplir el aislamiento sanitario que le impedía asistir a la Cámara y que concluía a la medianoche del mismo día, con el fin de poder asistir a la votación y así conseguir la mayoría necesaria para la aprobación de la acusación.
Naranjo llegó a la sala con el libelo acusatorio escrito, un documento de más de 1300 hojas, en donde se indicaban todos los motivos y las pruebas contra el mandatario. Tras breves intervenciones de diversos diputados, Naranjo comenzó a dar lectura al escrito a las 10:24 de la mañana sin detenerse durante horas, hasta que a las 15:50 de la tarde, la mesa le concedió 15 minutos de receso, tiempo en el que diputado pudo descansar y ser examinado su estado de salud por su colega el diputado y doctor Juan Luis Castro.  Reanudó su intervención a las 17:05 de la tarde, para recién tener otro receso de 20 minutos a las 21:30 de la noche.

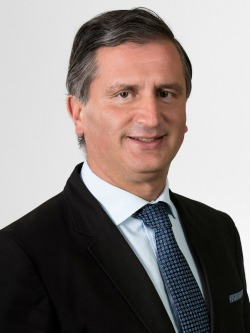
Jorge Sabag

Mientras el diputado Naranjo desarrollaba su discurso, a eso de las 16:35 Jorge Sabag le escribe a sus compañeros de bancada informando que no se sentía bien y que se había realizado un PCR en Chillán (lugar donde realizaba su campaña senatorial), por lo que no podría asistir al Congreso. Inmediatamente, Gabriel Ascencio y Gabriel Silber (jefe y subjefe de la bancada DC, respectivamente) se comunicaron con Sabag, «obligándolo» a asistir, pues se temía que con su ausencia y consecuente caída del libelo acusatorio se manchase la imagen tanto de la Democracia Cristiana como de Yasna Provoste, su candidata presidencial, quien era detractora al gobierno de Sebastián Piñera. Finalmente Sabag confirmó su asistencia y la DC comprometió la totalidad de sus votos, no obstante, lo que nadie esperaba sería la reacción de la Seremi de Salud de Valparaíso que, preocupada por el peligro sanitario que suponía la asistencia de Sabag cuando aún no se le habían entregado los resultados de su PCR, esperó al diputado en la entrada del Congreso. El diputado llegaría a su destino a las 00:00 horas del día martes, haciendo ingreso por uno de los costados del edificio, mientras que su par Gabriel Ascencio distraía a la prensa y a la autoridad sanitaria, en una maniobra que fue profundamente cuestionada por el oficialismo. Jorge Sabag se mantendría en su oficina, apareciéndose en la Cámara únicamente para votar en favor de la acusación, retirándose rápidamente.
A las 00:00 horas del ya día martes 9, el diputado Jackson cumplía oficialmente el plazo de aislamiento sanitario y dejó su residencia en la ciudad de Santiago, poniéndose en marcha a la sede del Congreso Nacional en Valparaíso, llegando a la sesión en sala a las 00:59, cuando el diputado Naranjo aún discursaba. La intervención de Naranjo finalmente concluyó a la 1:25 de la madrugada, habiendo hablado en total 15 horas y 1 minuto, convirtiéndose en la intervención más larga hecha por un parlamentario en los 210 años de historia de la Cámara de Diputados. Finalmente, la última intervención fue la de Jorge Gálvez, abogado encargado la defensa de Sebastián Piñera, también de madrugada y que se extendió por más de 5 horas, tras lo cual se cerró el debate y comenzó la votación.

## Votación
| Acusado                    | Fecha                                                       | Voto |    |    |    |    |   |   |   |   |   |   |   |   |   |   |   |   |    | Total  |
| -------------------------- | ----------------------------------------------------------- | ---- | -- | -- | -- | -- | - | - | - | - | - | - | - | - | - | - | - | - | -- | ------ |
| Sebastián Piñera Echenique | 9 de noviembre de 2021 Mayoría requerida: Absoluta (78/155) | Sí   |    |    | 17 | 12 | 9 | 7 | 6 |   | 4 | 3 | 3 | 2 |   | 2 | 1 | 1 | 11 | 78/155 |
| Sebastián Piñera Echenique | 9 de noviembre de 2021 Mayoría requerida: Absoluta (78/155) | No   | 26 | 28 |    |    |   |   |   | 6 |   |   |   |   | 2 |   |   |   | 5  | 67/155 |
| Sebastián Piñera Echenique | 9 de noviembre de 2021 Mayoría requerida: Absoluta (78/155) | Abs. |    |    |    |    |   |   |   |   |   |   |   |   |   |   |   |   | 3  | 3/155  |

## Consecuencias
A diferencia de la primera acusación, esta vez si se consiguieron reunir los votos necesarios para que el líbelo acusatorio fuera discutido y puesto a juicio en el Senado. No obstante, la oposición no consiguió reunir los votos suficientes y la acusación fue desechada.
Durante el día lunes, los diputados oficialistas, Sebastián Torrealba y Catalina del Real de Renovación Nacional anunciaron que ingresarían una acusación contra el diputado Jaime Naranjo frente a la Comisión de Ética de la Cámara por «infringir los códigos de conducta» de la Corporación, argumentando que durante su discurso pidió suspender la sesión ante una posible falta de quorum, afirmaron, sin embargo, que al mismo tiempo, se le escuchó decir a sus colegas «salgan para que no den los 57», lo que consideraron una mala conducta.